# Marcos Miranda Guedes

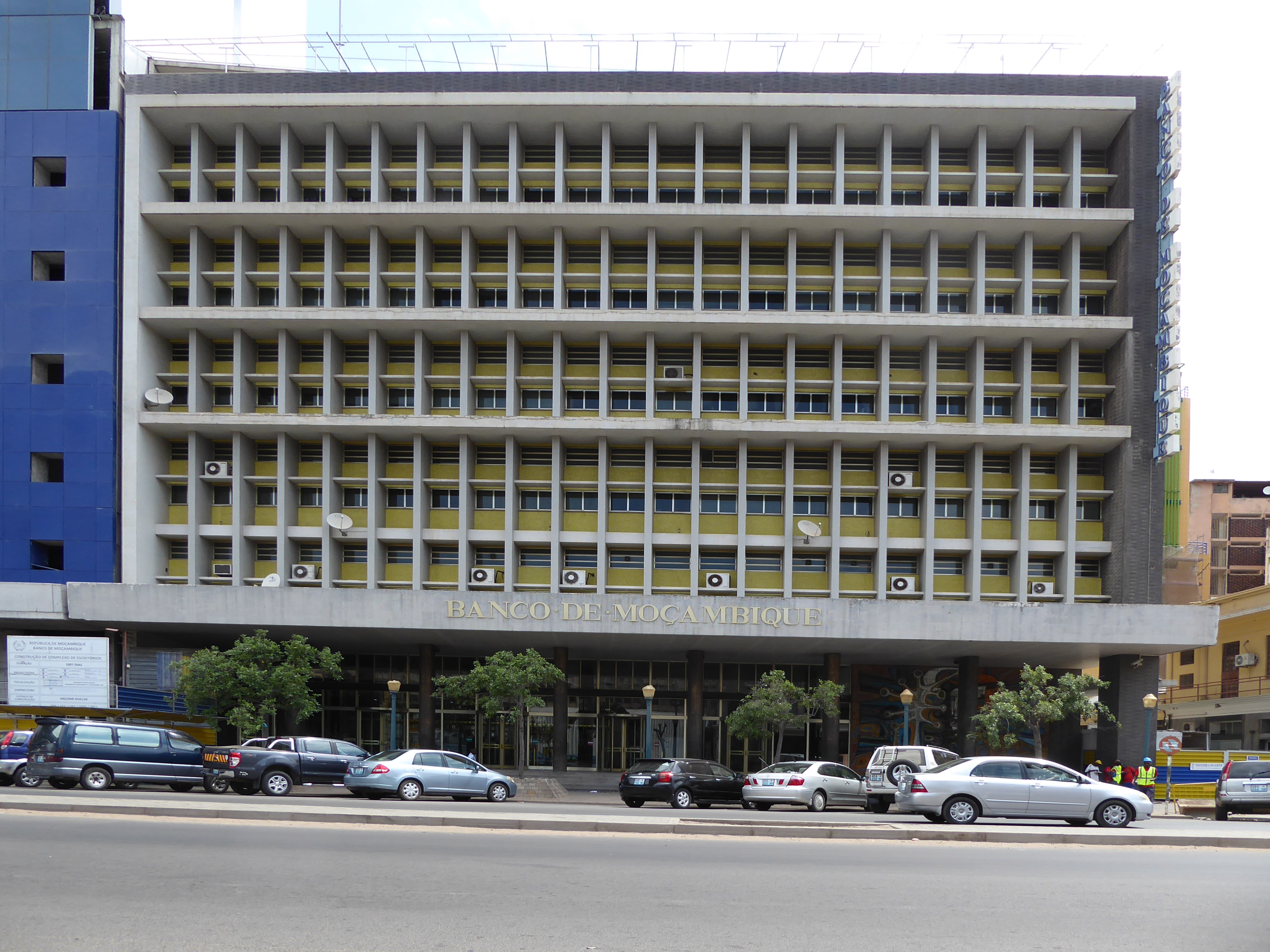
Zum Anfang seiner beruflichen Karriere unterstützte Miranda Guedes den portugiesischen Architekten José Gomes Basto beim Entwurf des damaligen Neubaus der Banco Nacional Ultramarino in Lourenço Marques. Heute sitzt in dem Gebäude die mosambikanischen Zentralbank

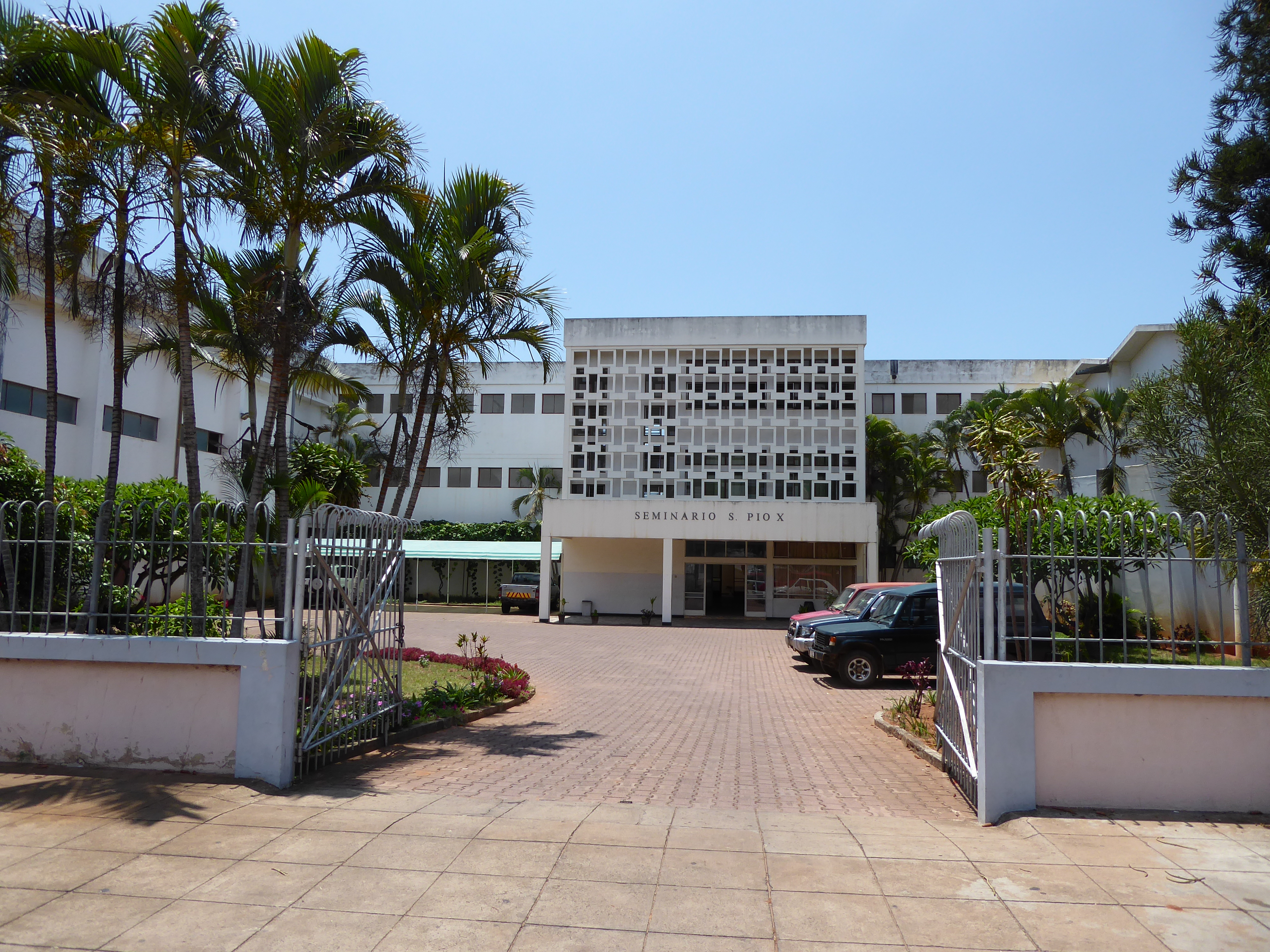
Priesterseminar Pius X., Lourenço Marques (heute Maputo)

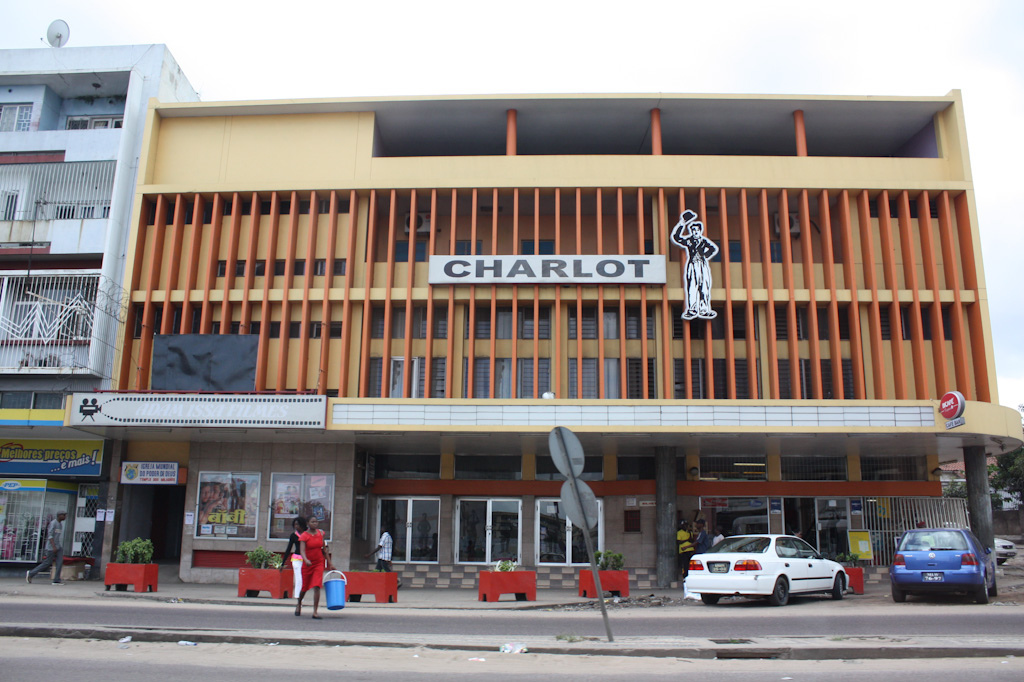
Cine Charlot (1963), Lourenço Marques (heute Maputo)

Marcos João Garcia Miranda Guedes, kurz Marcos Miranda Guedes (* 6. Juni 1924 in Régua, Portugal; † 2001 in Portugal) war ein portugiesischer Architekt.

## Leben
Miranda Guedes wurde am 6. Juni 1924 im nordportugiesischen Régua geboren. Nach seiner Schulausbildung studierte er Architektur an der Escola Superior de Belas Artes in Porto, das Studium schloss er 1952 ab. Bereits während des Architekturstudiums arbeitete Miranda Guedes im Büro von José Carlos Loureiro. Später wechselte er ins Büro von José Gomes Bastos, wo er bei der Endplanung des Neubaus der Banco Nacional Ultramarino (heute Sitz der mosambikanischen Zentralbank) in Lourenço Marques (heute Maputo) unterstützte.
Aufgrund fehlender Aufträge zog Miranda Guedes – wie viele junge portugiesische Architektinnen und Architekten dieser Zeit – in die portugiesische Kolonie Mosambik, wo er sich mehr Arbeit erhoffte. Zunächst beauftragte ihn Gomes Bastos mit der Bauüberwachung des bereits vorher von ihm mitgeplanten Bankneubaus. Dazu kam es jedoch letztendlich nicht, da die Bank auf eine Bauüberwachung verzichtete.
Miranda Guedes entwarf während seiner sechzehnjährigen Zeit in Mosambik zahlreiche markante Gebäude für die Hauptstadt der Kolonie, zahlreiche – sowohl für staatliche wie private Auftraggeber – zusammen mit Octávio Pó. Insbesondere das 1960 fertiggestellte Historische Archiv sowie das 1967 errichtete Hochhaus „33“ prägen die Stadt bis heute und galten damals als Zeichen der Modernisierung Mosambiks.
Neben seinen Aufträgen lehrte Miranda Guedes zudem an der Berufsschule Escola Industrial Mouzinho de Albuquerque. Mit der Unabhängigkeit Mosambiks im Jahr 1975 kehrte Miranda Guedes zurück nach Portugal. Dort verstarb er 2001.

## Werke
- 1954–64: Neubau der Banco Nacional Ultramarino, Lourenço Marques [Maputo]; in Zusammenarbeit mit José Gomes Bastos[2][4]
- 1958: Edifício Kakhoobai, Lourenço Marques [Maputo][1]
- 1958: Edifício António Figueiredo, Lourenço Marques [Maputo][1]
- 1958: Edifício António Rocha Martins („Prédio Ronil“), Lourenço Marques [Maputo][1]
- 1959: Casa Carlos Miranda, Lourenço Marques [Maputo][1]
- 1959: Casa José Galhardo e Guilherme Moutinho, Lourenço Marques [Maputo][1]
- 1959: Edifício Pereira, Lourenço Marques [Maputo][1]
- 1959: Kühlraum der Fabrik der Cervejas Reunidas de Moçambique, Lourenço Marques [Maputo][1]
- 1960–63: Wohngebäude für Beamte der Banco Nacional Ultramarino in António Enes [Angoche], Porto Amélia [Pemba] und Tete[1]
- etwa 1960: Erweiterung des Conselho de Câmbios, Estatística e Arquivo Histórico, Lourenço Marques [Maputo][5]
- 1960–63: Büros der DETA, Lourenço Marques [Maputo], in Zusammenarbeit mit Octávio Pó[6]
- ̣1961: Kinderklinik, Lourenço Marques [Maputo][1]
- 1962: Sociedade de Estudos, Lourenço Marques [Maputo][1]
- 1963: Cinema Charlot, Lourenço Marques [Maputo][7]
- 1964–68: Seminário Pio X., Lourenço Marques [Maputo][1]
- 1967–82/83: Prédio 33, Lourenço Marques [Maputo], in Zusammenarbeit mit Octávio Pó und Alberto Soeiro[8]
- 1968: Escola Técnica dos Serviços de Saúde e Assistência, Lourenço Marques [Maputo][1]